# Lijst van weg- en veldkapellen in Bernheze
Dit is een onvolledige lijst van veldkapellen in de gemeente Bernheze. Kapelletjes komen vooral in het zuiden van Nederland voor en werden dikwijls gebouwd ter verering van een heilige.
| Kapel                         | Adres                          | Plaats       | Bouwperiode | Architect  | Foto |
| ----------------------------- | ------------------------------ | ------------ | ----------- | ---------- | ---- |
| Mariakapel                    | Schrikkelvenstraat             | Heesch       | 2007        |            |      |
| Kerkhofkapel (Baarhuisje)     | Begraafplaats, Centrum         | Heesch       | 1865        | Carl Weber |      |
| Mariakapel (Bevrijdingskapel) | Monseigneur van Oorschotstraat | Heeswijk     | 1954        |            |      |
| Mariakapel                    | Meerstraat                     | Heeswijk     | Ca. 1950    |            |      |
| Mariakapel                    | Pastorietuin                   | Loosbroek    | 2010        |            |      |
| Sint-Lambertuskapel           | Kerkstraat 2                   | Vorstenbosch |             |            |      |
| Mariakapel (Schuilkapel)      | Bedafseweg                     | Vorstenbosch | 1950        |            |      |